# De Slimste Mens ter Wereld 2009-2010
De Slimste Mens ter Wereld 2009-2010 was het achtste seizoen van de Belgische televisiequiz De Slimste Mens ter Wereld, uitgezonden op de Vlaamse openbare televisieomroep TV1. Presentator Erik Van Looy werd ditmaal vergezeld van twee juryleden, afwisselend samengesteld uit negen personen. Het seizoen werd gewonnen door Linda De Win.

## Kandidaten

### Alle deelnemers
| Naam                   | Deelnames | Gewonnen |
| ---------------------- | --------- | -------- |
| Luk Alloo              | 1         | 0        |
| Chokri Ben Chikha      | 1         | 0        |
| Maaike Cafmeyer        | 1         | 0        |
| Karen Damen            | 3         | 2        |
| Ann De Bie             | 5         | 3        |
| Gilles De Bilde        | 1         | 0        |
| Koen De Graeve         | 2         | 1        |
| Linda De Win           | 11        | 5        |
| Sabine Hagedoren       | 2         | 0        |
| Youp van 't Hek        | 1         | 0        |
| Wim Helsen             | 2         | 1        |
| Jean-Michel Javaux     | 1         | 0        |
| Filip Joos             | 2         | 1        |
| Matthijs van Nieuwkerk | 1         | 0        |
| Els Pynoo              | 1         | 0        |
| Bruno Tobback          | 3         | 1        |
| Joost Vandecasteele    | 2         | 1        |
| Lien Van de Kelder     | 1         | 0        |
| Peter Vandermeersch    | 11        | 0        |
| Bent Van Looy          | 10        | 5        |
| Hilde Van Mieghem      | 1         | 0        |
| Marc Van Ranst         | 1         | 0        |
| Marcel Vanthilt        | 2         | 0        |
| Erika Van Tielen       | 4         | 1        |
| Sigrid Vinks           | 1         | 0        |
| Tom Waes               | 1         | 1        |
| Raf Walschaerts        | 2         | 1        |
| Bruno Wyndaele         | 4         | 3        |

| Kleurlegenda                    |
| ------------------------------- |
| Geplaatst voor de finaleweek.   |
| Speelt verder in de finaleweek. |

### Finaleweek
| Terugkeer   | Naam                | Deelnames | Gewonnen | Eindrank |
| ----------- | ------------------- | --------- | -------- | -------- |
| 4           | Linda De Win        | 1         | 1        | Goud     |
| 3           | Peter Vandermeersch | 2         | 0        | Zilver   |
| 2           | Bent Van Looy       | 3         | 1        | Brons    |
| 1           | Ann De Bie          | 3         | 2        | 4e       |
| Speelt door | Filip Joos          | 2         | 0        | 5e       |
| Speelt door | Tom Waes            | 1         | 0        | 6e       |

## Afleveringen
| Afl        | Datum            | Winnaar aflevering  | Winnaar eindspel    | Verliezer eindspel     |
| ---------- | ---------------- | ------------------- | ------------------- | ---------------------- |
| 1          | 7 december 2009  | Ann De Bie          | Sabine Hagedoren    | Maaike Cafmeyer        |
| 2          | 8 december 2009  | Bruno Tobback       | Ann De Bie          | Sabine Hagedoren       |
| 3          | 9 december 2009  | Ann De Bie          | Bruno Tobback       | Chokri Ben Chikha      |
| 4          | 10 december 2009 | Ann De Bie          | Erika Van Tielen    | Bruno Tobback          |
| 5          | 14 december 2009 | Erika Van Tielen    | Marcel Vanthilt     | Ann De Bie             |
| 6          | 15 december 2009 | Linda De Win        | Erika Van Tielen    | Marcel Vanthilt        |
| 7          | 17 december 2009 | Wim Helsen          | Linda De Win        | Erika Van Tielen       |
| 8          | 18 december 2009 | Linda De Win        | Bent Van Looy       | Wim Helsen             |
| 9          | 21 december 2009 | Bent Van Looy       | Linda De Win        | Gilles De Bilde        |
| 10         | 22 december 2009 | Linda De Win        | Bent Van Looy       | Els Pynoo              |
| 11         | 23 december 2009 | Bent Van Looy       | Linda De Win        | Matthijs van Nieuwkerk |
| 12         | 28 december 2009 | Linda De Win        | Bent Van Looy       | Lien Van de Kelder     |
| 13         | 29 december 2009 | Bent Van Looy       | Linda De Win        | Marc Van Ranst         |
| 14         | 30 december 2009 | Bent Van Looy       | Linda De Win        | Sigrid Vinks           |
| 15         | 4 januari 2010   | Linda De Win        | Bent Van Looy       | Luk Alloo              |
| 16         | 5 januari 2010   | Bent Van Looy       | Peter Vandermeersch | Linda De Win           |
| 17         | 6 januari 2010   | Raf Walschaerts     | Peter Vandermeersch | Bent Van Looy          |
| 18         | 7 januari 2010   | Karen Damen         | Peter Vandermeersch | Raf Walschaerts        |
| 19         | 11 januari 2010  | Karen Damen         | Peter Vandermeersch | Jean-Michel Javaux     |
| 20         | 12 januari 2010  | Joost Vandecasteele | Peter Vandermeersch | Karen Damen            |
| 21         | 12 januari 2010  | Bruno Wyndaele      | Peter Vandermeersch | Joost Vandecasteele    |
| 22         | 13 januari 2010  | Bruno Wyndaele      | Peter Vandermeersch | Hilde Van Mieghem      |
| 23         | 18 januari 2010  | Bruno Wyndaele      | Peter Vandermeersch | Youp van 't Hek        |
| 24         | 19 januari 2010  | Koen De Graeve      | Peter Vandermeersch | Bruno Wyndaele         |
| 25         | 20 januari 2010  | Filip Joos          | Peter Vandermeersch | Koen De Graeve         |
| 26         | 21 januari 2010  | Tom Waes            | Filip Joos          | Peter Vandermeersch    |
| Finaleweek |                  |                     |                     |                        |
| 27         | 25 januari 2010  | Ann De Bie          | Filip Joos          | Tom Waes               |
| 28         | 26 januari 2010  | Ann De Bie          | Bent Van Looy       | Filip Joos             |
| 29         | 27 januari 2010  | Bent Van Looy       | Peter Vandermeersch | Ann De Bie             |
| Finale     | Finale           | Slimste Mens        | Verliezer eindspel  | Verliezer aflevering   |
| 30         | 28 januari 2010  | Linda De Win        | Peter Vandermeersch | Bent Van Looy          |

## Jury
| Jurylid          | Afleveringen                     |
| ---------------- | -------------------------------- |
| Guy Mortier      | 2, 5, 9, 12, 15, 18, 20, 26, 29  |
| Frank Focketyn   | 3, 6, 11, 15, 21, 25, 30         |
| Mark Eyskens     | 1, 8, 11, 13, 17, 29             |
| Philippe Geubels | 1, 5, 10, 14, 17, 19, 22, 27, 30 |
| Louis Tobback    | 4, 8, 10, 22, 26, 28             |
| Gunter Lamoot    | 4, 7, 13, 16, 20, 28             |
| Sien Eggers      | 6, 9, 18, 21, 23, 27             |
| Urbanus          | 2, 7, 14, 25                     |
| Kamagurka        | 3, 12, 16, 19, 23                |

## Bijzonderheden
- In de eerste aflevering werd de quiz gespeeld door drie vrouwen. Dit was nog niet eerder voorgekomen.
- In aflevering 4 zaten Louis Tobback en Bruno Tobback samen in de show. Louis als jurylid, Bruno als deelnemer.
- Van aflevering 9 tot 15 wist geen van de nieuwkomers zijn/haar eerste aflevering te overleven. Dit gebeurde nog niet eerder in het spel.
- Een aantal keer leek het record van elf achtereenvolgende afleveringen doorbroken te worden. Linda De Win (elf deelnames), Bent Van Looy (tien deelnames) en Peter Vandermeersch (elf deelnames) kwamen er dichtbij maar haalden het telkens net niet.
- Na drie seizoenen als 'professor' bedankte Rik Torfs voor deelname aan dit seizoen. Voor het eerst werd gekozen voor een 'jury' van twee personen, met meer nadruk op humor. In totaal waren er afwisselend negen juryleden te zien dit seizoen.